# カルシウムチャネル遮断薬毒性
カルシウムチャネル遮断薬毒性（カルシウムチャネルしゃだんやくどくせい、英: Calcium channel blocker toxicity）は、偶然または故意にカルシウム拮抗剤（CCBs）として知られている薬剤を過剰に服用することで発生する。これにより、心拍数が低下し、血圧が低下する。さらに進行すると完全な心静止の状態になる。一部のCCBsは、低血圧の結果から頻脈を引き起こすこともある。その他の症状には、吐き気、嘔吐、眠気、息切れなどがあげられる。症状は、過剰摂取から6時間後にみられるのが一般的であるが、一部の形態の投薬では、24時間後までみられない場合がある。
効果的な治療法はいくつかある。それらは、CCBsの吸収を減らすことであり、経口からの摂取直後の場合は活性炭の経口投与がおこなわれ、徐放性製剤が処方された場合は腸管洗浄がおこなわれる。嘔吐させることは推奨されない。毒性作用を治療するための薬には、静脈内輸液、グルコン酸カルシウム、グルカゴン、高用量インスリン、昇圧剤、脂質エマルジョンなどがあげられる。体外式膜型人工肺も有用な治療の選択肢の1つである。
2010年の米国では1万件以上のカルシウムチャネル遮断薬毒性が報告された。ベータ遮断薬やジゴキシンと並んで、カルシウム拮抗剤は最も死亡率の高い過剰摂取の1つである。カルシウムチャネル遮断医薬品が最初に入手可能になったのは、1970年代と1980年代である。これらは、1錠で子供の死亡につながる数少ない種類の医薬品の1つである。